# كريستيان أسلاني
كريستيان أسلاني (مواليد 9 مارس 2002) هو لاعب كرة قدم ألباني يلعب في مركز خط الوسط في نادي إنتر ميلان.

## روابط خارجية
- كريستيان أسلاني على موقع الاتحاد الأوربي (الإنجليزية)
- كريستيان أسلاني على موقع إي إس بي إن إف سي (الإنجليزية)
- كريستيان أسلاني على موقع قاعدة بيانات كرة القدم.إي يو (الإنجليزية)
- كريستيان أسلاني على موقع ناشيونال فوتبول تيمز (الإنجليزية)
- كريستيان أسلاني على موقع Soccerbase.com (لاعب) (الإنجليزية)
- كريستيان أسلاني على موقع Soccerway.com (الإنجليزية)
- كريستيان أسلاني على موقع عالم كرة القدم.نت (الإنجليزية)